# Parodia comarapana
Espèce
Classification phylogénétique
Statut de conservation UICN

 LC  : Préoccupation mineure
Statut CITES
Parodia comarapana  (syn. : P. mairanana) est une espèce de plantes à fleurs du genre Parodia et de la famille des Cactaceae. C'est un cactus ayant une répartition subtropicale. On le retrouve en Bolivie à Santa Cruz (Comarapa).

## Description
Parodia comarapana est un globulaire solitaire pouvant atteindre 8 cm de diamètre.
Il produit de petites fleurs jaune-orangé.